# Cavalo-d'água
O Cavalo-d'água é um ente fantástico que vive supostamente no rio São Francisco, perseguindo embarcações. Também é conhecido pelo nome de cavalo-do-rio. Essa criatura mitológica também é citada no filme "Meu monstro de estimação".